# Julieta Pinto
Julieta Pinto (31 tháng 7 năm 1921 – 22 tháng 12 năm 2022) là một nhà giáo dục và nữ nhà văn.
Bà tròn 100 tuổi vào tháng 7 năm 2021, và qua đời vào ngày 22 tháng 12 năm 2022, hưởng thọ 101 tuổi.

## Tuổi thơ và đi học
Pinto sinh ra ở San José, nhưng đã dành phần lớn tuổi trẻ của mình tại một trang trại ở San Rafael de Alajuela, một thời gian chứng minh cho cô thấy điều kiện khắc nghiệt của tầng lớp lao động và những người ở trình độ kinh tế thấp hơn. Học cấp hai của cô là ở Colegio Superior de Señoritas ở San José. Sau đó, cô vào Đại học de Costa Rica, nơi cô có bằng về triết học.
Sau khi tốt nghiệp ở Costa Rica, Pinto đăng ký học tại Sorbonne ở Paris, nơi cô học ngành xã hội học văn học.

## Sự nghiệp
Pinto thành lập và trở thành giám đốc đầu tiên của Escuela de Literatura y Ciencias del Lenguaje (Trường Văn học và Ngôn ngữ học) tại Đại học Nacional de Heredia. Trong cùng thời gian đó, cô phục vụ trong một số lĩnh vực dịch vụ công cộng (ví dụ IMAS, PANI, ITCO và Biên tập viên Costa Rica), được thúc đẩy chỉ bởi mong muốn cải thiện xã hội.
Pinto đã từng là giáo sư văn học Tây Ban Nha tại Đại học San Ramón.

## Giải thưởng
- Premio Nacional Aquileo J. Echeverría (novela) — 1969
- Premio Nacional Aquileo J. Echeverría (cuento) — 1970 và 1994
- Premio Nacional de Cultura Magón — 1996

Các tác phẩm viết của Pinto có xu hướng mang tính triết học. Cuốn tiểu thuyết lịch sử của cô Tata Pinto liên quan đến cuộc sống của tổ tiên của cô, Antonio Pinto.